# 크리스마스 스위치: 한 번 더 바꿔?
《크리스마스 스위치 - 한 번 더 바꿔?》(영어: The Princess Switch: Switched Again)는 2020년 11월에 넷플릭스에서 공개한 미국의 코미디 가족 로맨스 장르의 영화이다.

## 출연진

### 주연
바네사 허진스 - 스테이시 드 노보 / 마가렛 클레어 드 델레코트

### 조연
- 수잔 브라운 - 도나텔리 부인 역
- 라클랜 니보어 - 안토니오 로시 역
- 마크 플레이쉬먼 - 프랑크 드 루카 역
- 리키 노우드 - 레지 역

## 같이 보기
- 크리스마스 영화 목록